# 虎の尾を踏む男達
『虎の尾を踏む男達』（とらのおをふむおとこたち）は、1945年に製作され、1952年に公開された日本映画である。監督は黒澤明、主演は大河内傅次郎と榎本健一。モノクロ、スタンダードサイズ、59分。能の『安宅』とそれを下敷きにした歌舞伎『勧進帳』を元に、道化役である榎本演じる強力のエピソードを付け加えて、喜劇仕立てに脚色した作品である。黒澤初の時代劇映画であるが、終戦を挟んで撮影されたため、終戦直後のGHQの検閲によって1952年まで公開が認められなかった。

## あらすじ
平家との戦いで功を得た源義経 (岩井半四郎)は兄である頼朝の疑心から追われる立場となり、義経は強力に、また家臣６人は山伏に身をやつして逃亡することを余儀なくされる。奥州へ向かう途上の加賀で新たに設けられていた関所を通過しようとする際、家臣のひとりである武蔵坊弁慶（大河内傳次郎）が東大寺再建のための勧進の旅であると述べたがゆえに、関所を預かる富樫左衛門に勧進帳を読むことを求められる。弁慶は白紙の巻物を勧進帳であるかの如く読み終え、富樫は一行の関所通過を許可する。

## キャスト
- 弁慶：大河内傳次郎
- 富樫：藤田進
- 強力：榎本健一
- 亀井：森雅之
- 片岡：志村喬
- 伊勢：河野秋武
- 駿河：小杉義男
- 常陸坊 : 横尾泥海男
- 義経：仁科周芳（十代目岩井半四郎）
- 梶原の使者：久松保夫
- 富樫の使者：清川荘司

## スタッフ
- 監督・脚本：黒澤明
- 製作：伊藤基彦
- 撮影：伊藤武夫
- 照明：平岡岩治
- 美術：久保一雄
- 編集：後藤敏男
- 音楽：服部正
- 録音：長谷部慶治

## 製作
1945年、黒澤明は『續姿三四郎』を撮り終えたあと、大河内傅次郎と榎本健一主演で桶狭間の戦いを描いた『どっこい！この槍』という作品を企画したが、戦時中のため馬が調達できず、急遽同じ主演俳優を起用して本作を作ることになった。この企画は『勧進帳』を基にして脚本をすぐに書ける上に、セットは1杯、ロケは撮影所裏の林で行うことができるため、敗戦直前の物資不足の中でも製作が可能だった。撮影中に終戦を迎えたため、進駐軍の兵士たちが撮影を見学しており、そのひとりにジョン・フォードがいたという。また、マイケル・パウエルもスタジオを訪れたという。

## スタイル
本作では能の形式が意識的に取り入れられている。タイトルの『虎の尾を踏む男達』は、謡曲「安宅」の一節「虎の尾を踏み、毒蛇の口を逃れたる心地して、陸奥の国へぞ下りける」から取られており、劇中では謡曲の一節が現代的な音楽にアレンジされ、ヴォーカルフォア合唱団の合唱により歌われている。謡曲のほか、歌舞伎の下座音楽、祭囃子、神楽などの伝統音楽も使われている。そのため本作は和製ミュージカルに位置付けられることも多い。また、本作では『勧進帳』をパロディ化している部分もあり、本来ならば弁慶の見せ所である飛び六法は、道化役の榎本にやらせている。

## 公開
本作はGHQの検閲により、義経と弁慶の主従の忠義を描いていることから、GHQが日本政府に出した「反民主主義映画の除去」の覚書に沿った「反民主主義映画」の1本に選ばれ、上映許可が認められなかった。1952年3月3日、反民主主義映画に認定された映画のうち、CIEの通達による第一次解除映画の1本に含まれ、ようやく上映の禁が解かれた。同年4月24日に一般公開された。